# Parotosuchus
Parotosuchus is een geslacht van uitgestorven capitosauride temnospondyle Batrachomorpha (basale 'amfibieën') binnen de familie Mastodonsauridae. Fossielen zijn bekend uit het Vroeg-Trias van Europa, Afrika, Australië en Antarctica. Het was ongeveer twee meter lang en leefde waarschijnlijk in aquatische omgevingen zoals meren en rivieren. Parotosuchus was bedekt met een schilferige huid, in tegenstelling tot de gladde huid van moderne amfibieën, en bewoog waarschijnlijk met een palingachtige beweging in het water.
Parotosuchus heette oorspronkelijk Parotosaurus Jaekel 1923. De naam Parotosaurus was echter al bezet door een geslacht van skinken, Parotosaurus Boulenger 1914 en in 1968 werd de naam Parotosuchus voorgesteld als vervanging. De naam Archotosaurus werd door Paton ook voorgesteld als een vervangende naam in 1976, hoewel de auteur die dit voorstelde niet wist dat Parotosuchus al in gebruik was. Omdat de naam Parotosuchus eerder is opgericht dan Archotosaurus, heeft deze voorrang.
Er is een groot aantal geldige soorten benoemd in het geslacht. Parotosuchus nasutus (Meyer 1858), is de oorspronkelijke typesoort Parotosaurus nasutus (Meyer 1858) Jaekel 1923 en werd in 1858 als Capitosaurus fronto door Hans Meyer benoemd op basis van een schedel gevonden bij Bernburg. De soortaanduiding nasutus betekent 'met de lange neus'. Die heeft geen inventarisnummer. Parotosuchus helgolandicus (Schroeder 1913) is gebaseerd op holotype MB Am.841, een schedel gevonden op Helgoland. Het heette oorspronkelijk Capitosaurus helgolandiae. Parotosaurus panteleevi Ochev 1966 is gebaseerd op holotype PIN 4173/54, een paar onderkaken. Parotoauruss orientalis Ochev 1966 is gebaseerd op holotype  PIN 4172/1, een schedel. Parotosaurus orenburgensis Konzhukova 1968 is gebaseerd op holotype PIN 951/42, een schedel. Parotosuchus sequester Lozovsky & Shishkin 1974 is gebaseerd op holotype PIN 3300/1, een schedel. Parotosuchus komiensis Novikov 1986 is gebaseerd op holotype PIN 3361/18, een schedel. Parotosuchus ptaszynskii Sulej & Niedźwiedzki 2011 is gebaseerd op holotype MPT.P 272, een achterste onderkaak. Parotosuchus speleus Shishkin & Sulej 2009 is gebaseerd op holotype ZPAL AbIV/105, een linkerploegschaarbeen.
Daarnaast zijn er soorten die wellicht niet geldig zijn. Parotosaurus weigelti (Wagner, 1935) Watson, 1962, de eerdere Mastodonsaurus weigelti, is vermoedelijk een jonger synoniem van Parotosaurus nasutus. Parotosaurus lapparenti Lehman, 1971 is een nomen dubium.